# Gentilly (Val-de-Marne)
Gentilly település Franciaországban, Val-de-Marne megyében. Lakosainak száma 18 883 fő (2022. január 1.). Gentilly Párizs, Montrouge, Párizs korábbi 12. kerülete, Arcueil és Le Kremlin-Bicêtre községekkel határos.

## Népesség
A település népességének változása:
| Lakosok száma | 16 427 | 16 967 | 17 561 | 18 605 | 18 577 | 18 815 | 18 813 | 19 048 | 18 883 |
|               | 2013   | 2015   | 2016   | 2017   | 2018   | 2019   | 2020   | 2021   | 2022   |